# ファーディナンド・オムルワ
ファーディナンド・オマンヤラ・オムルワ（Ferdinand Omanyala Omurwa、1996年1月2日 ‐ ）は、100mと200mを専門とするケニアの陸上競技選手。100mの自己ベストは9秒77Aで世界歴代8位。アフリカ記録保持者。

## 経歴

### 2016年
2016年、ラグビーをしている所を友人が目撃し、陸上競技を勧めた事によって陸上競技に転向をした。その数週間後にカカメガで行われた大会の100mに出場し、10秒40をマークした。同年、ケニアで行われたオリンピックのトライアル出場し、10秒37で優勝したが、当時10秒16だったリオオリンピックの予選出場基準を満たすことができず、オリンピックには出場する事ができなかった。

### 2017年
翌年の2017年にはドーピング検査で禁止薬物であるベタメタゾンが陽性反応になり、ドーピング違反として、14か月の出場停止を受けた。トレーニング中に痛めた背中の治療を受けた事が原因であるとしている。

### 2021年
2021年の8月に開催された2020年東京オリンピックには100mで出場し、準決勝ではケニア記録となる10秒00をマークしたが、カーリーに0.04秒、ドグラスに0.02秒劣り、決勝に進出する事はできなかった。しかし、2週間後にオーストリアアンドルフで行われた大会に出場し、準決勝で東アフリカ勢として初めて10秒の壁を破り、9秒96をマークした。続けて決勝では9秒86と記録を伸ばし、ケニア記録を更新した。この出来事をきっかけにケニアのスポーツベッティング会社が公式スポンサーとなった。
翌月の2021年9月にはケニアのナイロビで行われたワールドアスレティックスコンチネンタルツアーゴールドナイロビキプチョゲ・ケイノクラシック杯に100mで出場し、ブロメルには0.01秒劣ったが、追い風1.2mの中、アフリカ記録且つ世界歴代8位ととなる9秒77Aをマークし、2位となった。

## 自己ベスト
(屋外記録)
- 100m　9秒77A (+1.2)　2021年9月18日　ケニアナイロビ